# Наталия Естемирова
Ната̀лия Хусаѝновна Естемѝрова (на руски: Наталья Хусаиновна Эстеми́рова) е руска общественичка и журналистка.
Родена е на 28 февруари 1958 година в Камишлов, Свердловска област, в семейството на депортиран чеченец и рускиня. Завършва история в Грозненския университет, след което работи като учителка в Грозни. Придобива известност с правозащитната и журналистическата си дейност по време на Втората чеченска война, като често влиза в конфликти с властите.
Наталия Естемирова е отвлечена пред дома си в Грозни на 15 юли 2009 година, а по-късно същия ден тялото ѝ е открито с множество огнестрелни рани край Гази Юрт. Следствието за убийството ѝ остава без резултат, като според решение на Европейския съд по правата на човека от 2021 година то не е проведено достатъчно задъблочено.